# 27 (број)
27 је број, нумерал и име глифа који представља тај број. 27 је природан број који се јавља после броја 26, а претходи броју 28.

## У математици
- 27 је савршен квадрат, куб броја три јер се добија 33 = 3 × 3 × 3

## У науци
- Је атомски број кобалта
- Је атомска тажина јединог стабилног изотопа алуминијума

## У спорту
- Је просечан број поена које је Џери Вест постизао током НБА каријере наступајући само за Лејкерсе[1]
- Је рекордан просек скокова у сезони од чувеног кошаркаша Вилта Чембрлена. Овај просек је остварио у својој првој НБА сезони 1959/60, што је поновио и у следећој (чак и поправио за 0.2) играјући у екипи Филаделфије Воријорса

## Остало
- Двадесет седма држава у САД је Флорида
- Је укупан број слова у Хебрејском алфабету
- је укупан број слова у Шпанском алфабету
- Према фенг шуију како би зарадио паре у кући треба имати 27 идентичне кованице
- Према култури античких Инка постоје 27 пута ка Ел Дораду
- Је међународни позивни број за Јужноафричку Републику[2]